# Pyrenopeziza fuckelii
Pyrenopeziza fuckelii är en svampart som beskrevs av Nannf. 1931. Enligt Catalogue of Life ingår Pyrenopeziza fuckelii i släktet Pyrenopeziza, ordningen disksvampar, klassen Leotiomycetes, divisionen sporsäcksvampar och riket svampar, men enligt Dyntaxa är tillhörigheten istället släktet Pyrenopeziza, familjen Dermateaceae, ordningen disksvampar, klassen Leotiomycetes, divisionen sporsäcksvampar och riket svampar. Arten är reproducerande i Sverige. Inga underarter finns listade i Catalogue of Life.